# Perimyotis subflavus
Perimyotis subflavus är en fladdermusart som först beskrevs av F. Cuvier 1832.  Perimyotis subflavus ingår i släktet Perimyotis och familjen läderlappar. IUCN kategoriserar arten globalt som sårbar. Inga underarter finns listade i Catalogue of Life. Wilson & Reeder (2005) skiljer mellan fyra underarter.
Nyare verk listar arten i släktet Perimyotis, tidigare ansågs den tillhöra släktet Pipistrellus.  Artepitet subflavus är sammansatt av de latinska orden sub (nästan) och flavus (gul).

## Utseende
Arten når en absolut längd av 77 till 89 mm, inklusive en 34 till 41 mm lång svans. Underarmarna är 31,4 till 34,1 mm långa. kort före vinterdvalan väger individerna 7,5 till 7,9 g och efter vinterdvalan är de bara 4,6 till 5,8 g tunga. Honor är allmänt tyngre än hanar. Den del av flygmembranen som ligger mellan bakbenen är delvis täckt med päls. Kännetecknande för Perimyotis subflavus är trefärgade hår. Håren är vid roten mörka, i mitten gulbruna och vid spetsen åter mörka, vilket gör att pälsen ser gulbrun ut. Arten har en långsträckt och vid toppen avrundat hudflik (tragus) i örat. Tandformeln är I 2/3 C 1/1 P 2/2 M 3/3, alltså 34 tänder. Fladdermusens vingspann varierar mellan 220 och 250 mm.

## Utbredning och habitat
Denna fladdermus förekommer från sydöstra Kanada, över östra USA och östra Mexiko till Guatemala, Belize och Honduras. Habitatet utgörs av mer eller mindre täta skogar men arten undviker alltför täta skogar och öppna landskap.

## Ekologi
Perimyotis subflavus vilar i grottor, i gruvor, i byggnader och under sommaren även i bladverket. Den håller vanligen mellan oktober och april vinterdvala, även i sydliga delar av utbredningsområdet. Allmänt håller hanar och honor avstånd från varandra, förutom under parningstiden mellan augusti och oktober. Under sommaren bildar honor vid sovplatsen flockar med cirka 15 medlemmar. Hanar vilar däremot ensam. Även vinterdvalan hölls främst ensam (av båda kön) men ibland syns upp till tre individer tillsammans.
Arten jagar olika insekter. Den flyger vanligen korta sträckor och flygbanan liknar en ellips. Därför förväxlas flygande individer ofta med nattfjärilar. Liksom närbesläktade fladdermöss använder Perimyotis subflavus ekolokalisering för att hitta sina byten.
Efter parningen lagrar honan hanens sädesvätska i sina könsorgan fram till följande vår. Den egentliga dräktigheten varar cirka 44 dagar och sedan föds oftast tvillingar. Födelsen sker i maj eller juni och vid denna tidpunkt är ungarna nakna och hjälplösa. Ungarna får flygförmåga efter cirka tre veckor och de diar sin mor ungefär 28 dagar. Könsmognaden infaller hos honor efter 3 till 11 månader. Många ungar dör innan de blir självständiga. När individen klarat den första tiden kan den leva 4 till 8 år i naturen. Ett exemplar var nästan 15 år gammalt.
Arten drabbas liksom andra fladdermöss som lever i östra Nordamerika av sjukdomen white nose syndrome som orsakas av en svamp. Svampen medför att fladdermusen vaknar under vinterdvalan. I vissa grottor dog 90 procent av alla fladdermöss som valde grottan som viloplats.

## Bildgalleri

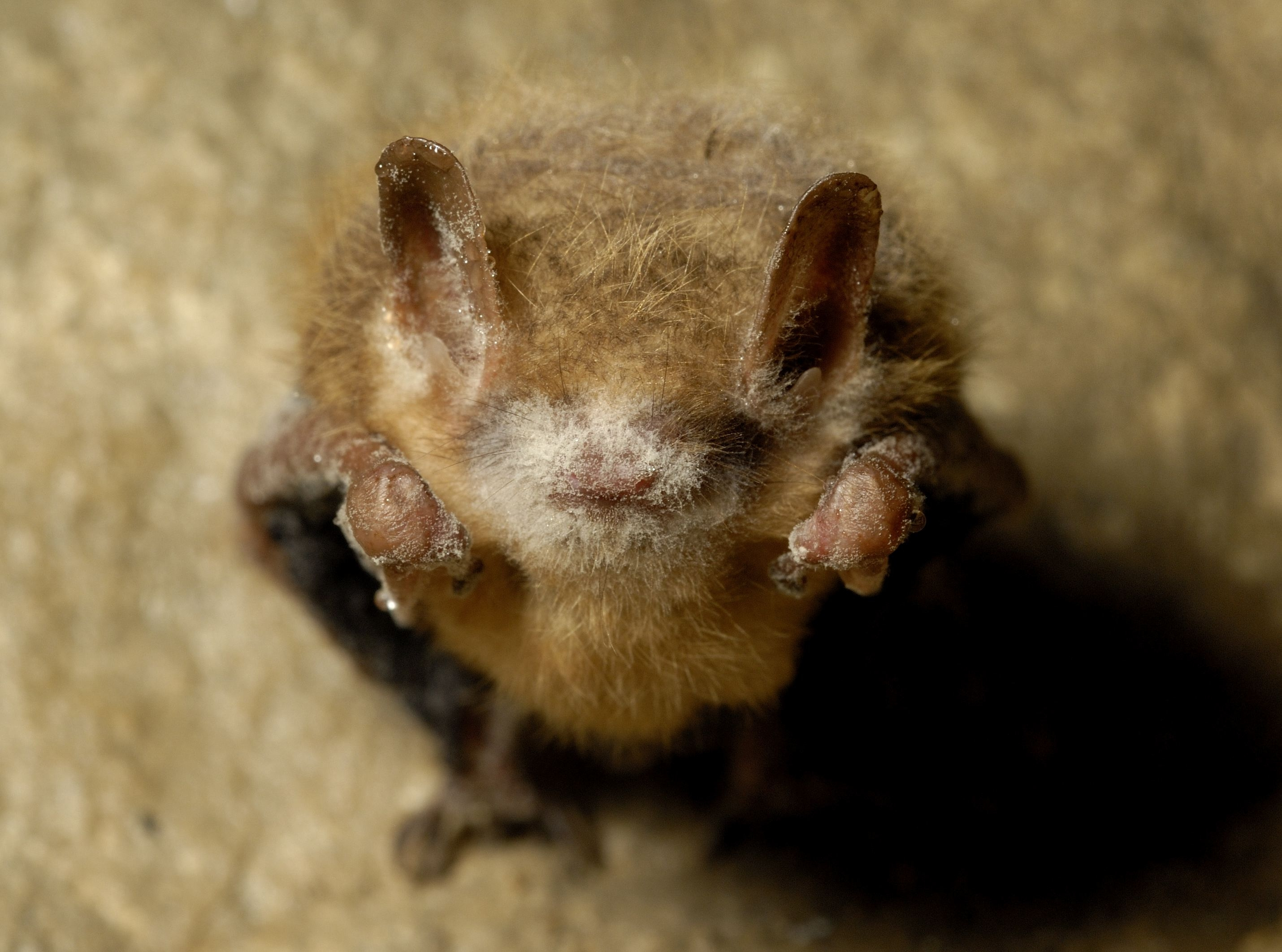
Individ med white nose syndrome
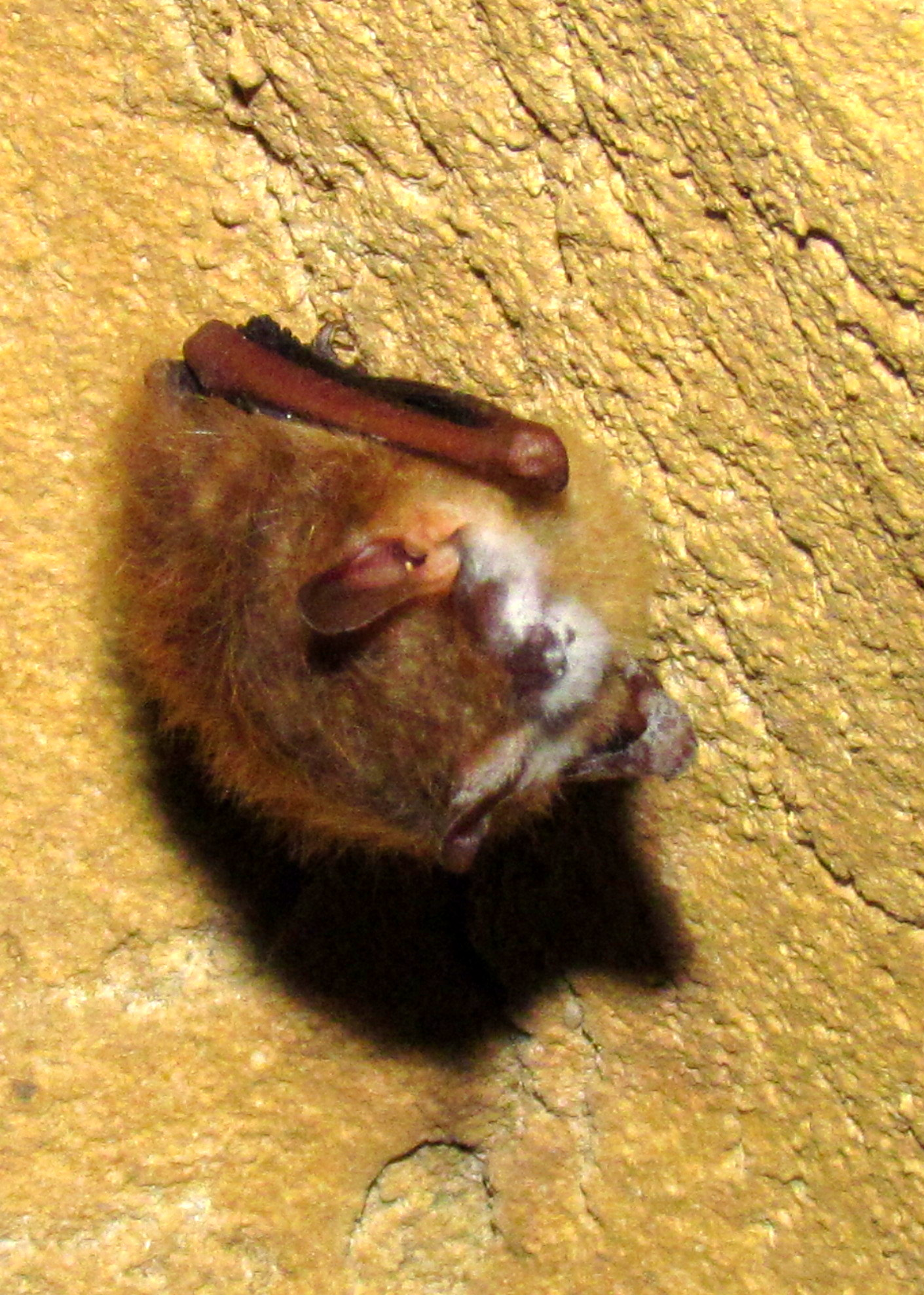
Individ med white nose syndrome
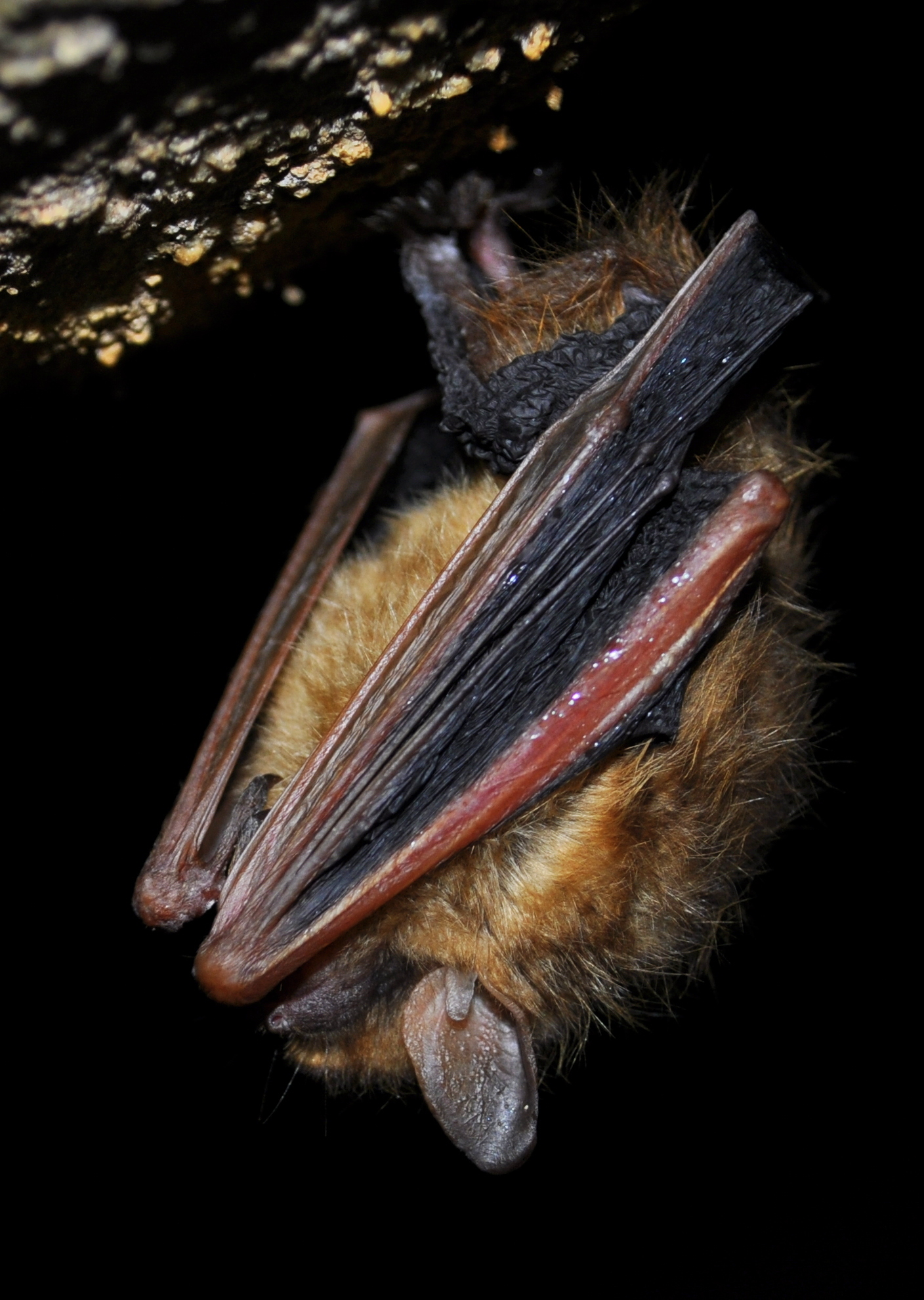
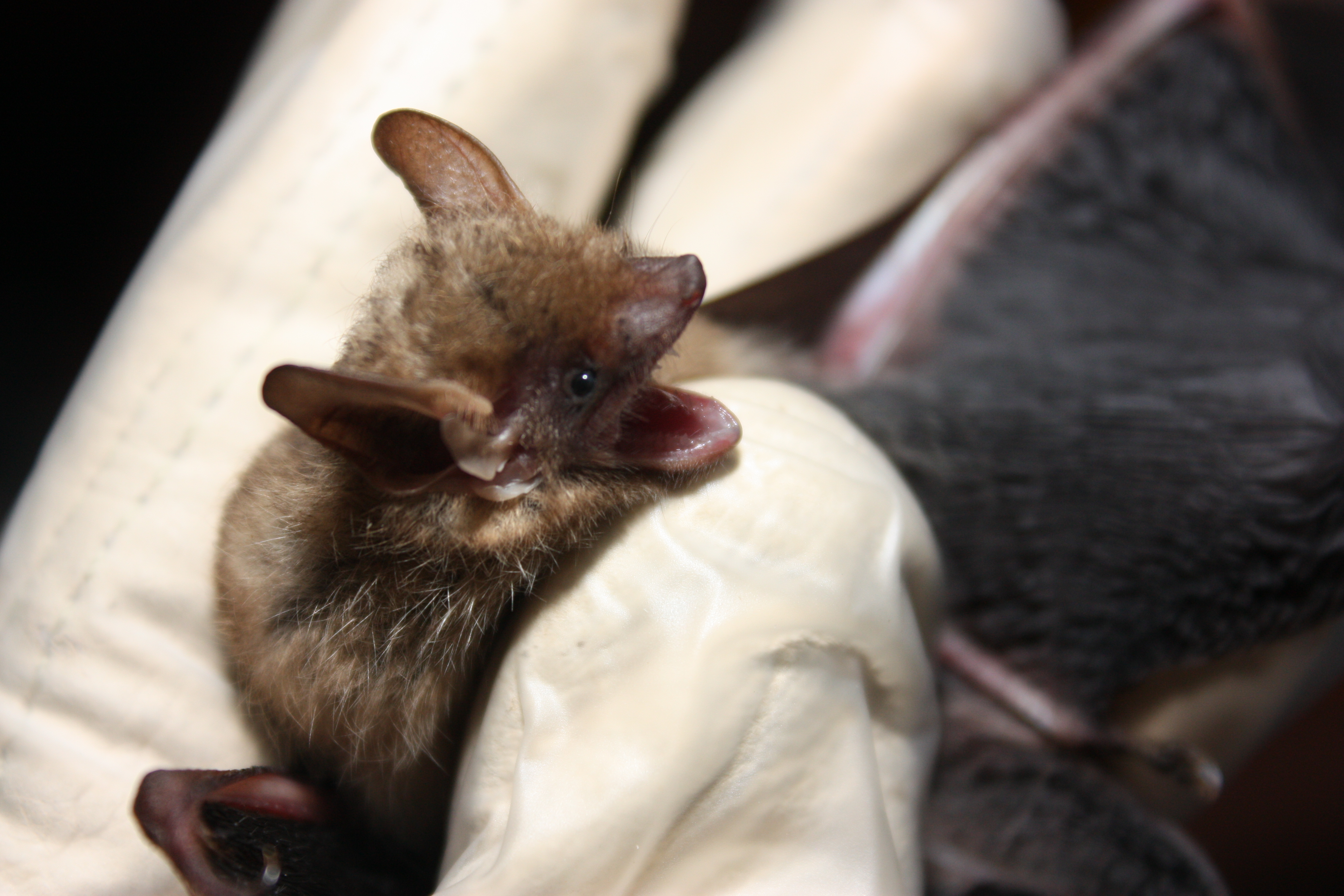